# لورين بورغ
لورين بورغ (بالإنجليزية: Lorraine Borg)‏ هي لاعب كرة قاعدة أمريكية، ولدت في 18 يوليو 1923 في منيابولس في الولايات المتحدة، وتوفيت في 16 أبريل 2006 في باكستر في الولايات المتحدة.